# Mark Mission e la città di cenere
Mark Mission e la città di cenere è un romanzo d'avventura del 2015 scritto da Luca Azzolini (per Giunti Editore). È ambientato in Etiopia ed è il secondo capitolo della serie di Mark Mission.

## Trama
Sulle rovine di un antico impero, sorgono i resti del Regno di Axum, nell'Etiopia più misteriosa. Mark Mission, il petulante Leopold, nonno Matusalem e Jones, arrivati sin qui, sono ora sulle tracce del secondo frammento della mappa che li condurrà al Libro delle Storie. Questa volta, però, dovranno affidarsi al sapere della giovane Amina, figlia di un noto studioso etiope, custode dei luoghi sacri della sua gente. Nei pressi della città di Axum esisterebbe una misteriosa Città di Cenere, sommersa dai detriti di un'antica eruzione vulcanica, il cui ricordo è perso nella notte dei tempi e rintracciabile solo per mezzo di antichi manufatti scritti un linguaggio perduto: la Lingua ge'ez.
Il padre di Amina, uno dei pochi a saper leggere e parlare questa lingua vecchia di millenni, sarà così costretto con la forza dagli emissari della Antartika Corporation (tra cui l'acida linguista francese e autrice di best seller, Jenevieve Fernande Mortòn), a decifrare proprio un'antica iscrizione in lingua ge'ez, lingua che soltanto i discendenti dei capo tribù apprendono col tempo (tra cui la stessa Amina). Scolpita su una stele sepolta nel deserto roccioso dell'Etiopia, l'iscrizione indica il percorso da seguire per le misteriose rovine della Città di Cenere: il luogo più inviolato delle tribù di quella regione.

## Edizioni
- Luca Azzolini, Mark Mission e la città di cenere, Giunti Editore, maggio 2015,  p. 160, ISBN 978-88-09-80576-7.